# 新加坡警察部队
新加坡警察部队（英語：Singapore Police Force，縮寫：SPF）於1819年成立，为内政部辖下的制服部队之一，是维护新加坡法律及社会秩序的主要執法機關。 其首長為新加坡警察總監。新加坡独立初期一度称为新加坡共和国警察（英語：Republic of Singapore Police，縮寫：RSP）。

## 歷史
新加坡警察部队於1819年成立，由时任新加坡参政司威廉‧法誇爾少將的女婿──弗朗西斯‧詹姆斯‧伯納德領導，當時共11名人員，包括1名亞洲裔警官、8名巡邏警察、1名獄卒和1名馬來族書記。
時而至今，新加坡警察部隊發展成為擁有逾4万名人員的龐大安保机构，對維持新加坡早年的政局穩定、保持低罪案率及維持较高破案率，至今所作出的貢獻獲得当地媒体廣泛認同。

## 架构

### 主要官员
警察总监（英语：Commissioner of Police）是新加坡警察部队的最高指挥官，由总理提名、总统任免，就警察部队工作向内政部长报告。警察总监由三名副总监协助，分别负责策略、调查与情报、行动事务。

### 部门
新加坡警察部队架构由21个职能部门（Staff Department）、5个专门职能部门（Specialist Staff Department）和18个地域及专门单位（Specialist and Line Unit）构成。各部门/单位通常由一名高级助理总监或者助理总监出任指挥官。

#### 职能部门
- 行政与财务部
- 社区合作部
- 安全防护中心
- 监察与合规办公室
- 内务办公室
- 国际合作部
- 人力资源部
- 行动部
- 规划与组织发展部
- 警察牌照与监管部
- 警察后勤部
- 警察国民服役部
- 公共关系部
- 服务质量部
- 训练与能力发展部
- 志愿警察部

#### 专门职能部门
- 商业事务部
- 刑事侦查部
- 警察情报部
- 警察心理服务部
- 运营技术部

#### 地域及专门单位
- 机场警区
- 廓尔喀特遣队
- 内务刑事侦查学院
- 警察海岸警卫队
- 安全防护指挥部
- 警察行动指挥中心
- 公共交通安全指挥部
- 安保指挥部
- 特别行动指挥部
- 交通警察队
- 训练指挥部
- 中央警区
- 金文泰警区
- 勿洛警区
- 裕廊警区
- 东陵警区
- 兀兰警区
- 宏茂桥警区

### 职级
新加坡警察部队职级分为15级，分别是：警察总监、副总监、高级助理总监、助理总监、副助理总监、警司、副警司、助理警司、督察、警署督察、高级军士长、中士、下士、警员。

## 制服
自1969年以來，新加坡警察部隊的制服顏色就開始採用深藍色，標準制服統稱為「3號制服」，並以此標準衍生用於特警部隊的功能性制服，及所有警官在各種正式場合需要的服裝。
交警部門的機動小隊採用短袖白色束腰外衣、深藍色馬褲、黑色皮革山姆布朗腰帶和馬靴。騎行執勤時穿戴白色頭盔，而在執行靜態任務時戴上深藍色騎師帽，帽子周圍有白色及深藍色的方格圖案。義務警察團（Vigilante Corps）的成員也穿著白色短袖上衣，設計類似於普通警員的制服，佩戴金色鈕扣和徽章，以及深藍色貝雷帽。
新加坡特警和警察海岸保衛處採用作戰制服，統稱為「4號制服」，包括使用縫製的塑料鈕扣代替金屬鈕扣，避免穿搭會造成潛在危險的金屬佩件，以及穿著長袖襯衫。
翔鷹輔助警察（Aetos）穿著海青色制服、策安輔助警察（Certis CISCO）穿著钢蓝色制服、
新翔輔助警察（SATS）穿著淺藍色制服。

## 裝備

### 槍械
| 型號                    | 使用部門                                                     | 產地   |
| ----------------------- | ------------------------------------------------------------ | ------ |
| 泰瑟X26電擊槍           | 制式裝備                                                     | 美国   |
| 格洛克19                | Gen 5型號；現任制式手槍                                      | 奥地利 |
| 金牛座M85左輪手槍       | 配備雷射瞄準器；前任制式手槍，現爲輔警裝備                   | 巴西   |
| CZ P-07半自動手槍       | 少量引進使用                                                 | 捷克   |
| HK USP手槍              | 特别行动指挥处（包括警察戰術組）、刑事調查單位、要員保護單位 | 德国   |
| Sphinx 3000             | 特工与拯救单位                                               | 瑞士   |
| SIG Sauer P226          | 特工与拯救单位                                               | 德国   |
| HK MP5                  | 制式裝備                                                     | 德国   |
| 雷明登870泵動式霰彈槍   | 制式裝備                                                     | 美国   |
| 伯奈利M3 Super 90霰彈槍 | 警察海岸保衛處特別任務分遣隊                                 | 義大利 |
| FN SCAR                 | 特别行动指挥处                                               | 比利时 |
| M4A1卡賓槍              | 警察海岸保衛處、要員保護單位                                 | 美国   |
| G36C卡賓槍              | 特工与拯救单位                                               | 德国   |
| SAR 21突擊步槍          | 儀仗用槍                                                     | 新加坡 |
| M16突擊步槍             | 儀仗用槍                                                     | 美国   |
| 精密國際AW狙擊步槍      | 特别行动指挥处                                               | 英国   |
| FN MAG通用機槍          | 警察海岸保衛處                                               | 比利时 |
| FN Minimi輕機槍         |                                                              | 比利时 |
| CIS 50MG重機槍          | 警察海岸保衛處                                               | 新加坡 |
| 白朗寧M2重機槍          | 警察海岸保衛處                                               | 美国   |
| HK69榴彈發射器          | 警察戰術組                                                   | 法國   |
| 斗牛士火箭筒            |                                                              | 以色列 |
| M242巨蝮式鏈炮          | 警察海岸保衛處                                               | 美国   |
| 厄利孔20毫米機炮        | 警察海岸保衛處                                               | 瑞士   |
| 颱風遙控武器系統        | 警察海岸保衛處                                               | 美国   |

### 其他
- 胡椒噴霧
- 警棍
- 快速上彈器 - 供給予使用左輪手槍的警察
- 後備彈匣 - 供給使用彈匣供彈的槍械的警察
- 手銬
- 防彈衣

## 其他

### DLTC 快速支援部队
隸屬於新加坡警察部隊的高素质公共安全部队，主要处理超常规灾害以及社会突发事件。总共八人，每名成员都至少精通16门外语以及具备超常规军事素质，同时每名成员都为新加坡教授医师。

### 特工与拯救单位
隸屬於新加坡警察部隊的準軍事化特種警察部隊，主力應變及處理高危險性罪案、拯救人質、反恐、要員保護及特別行動。

### 輔助警察

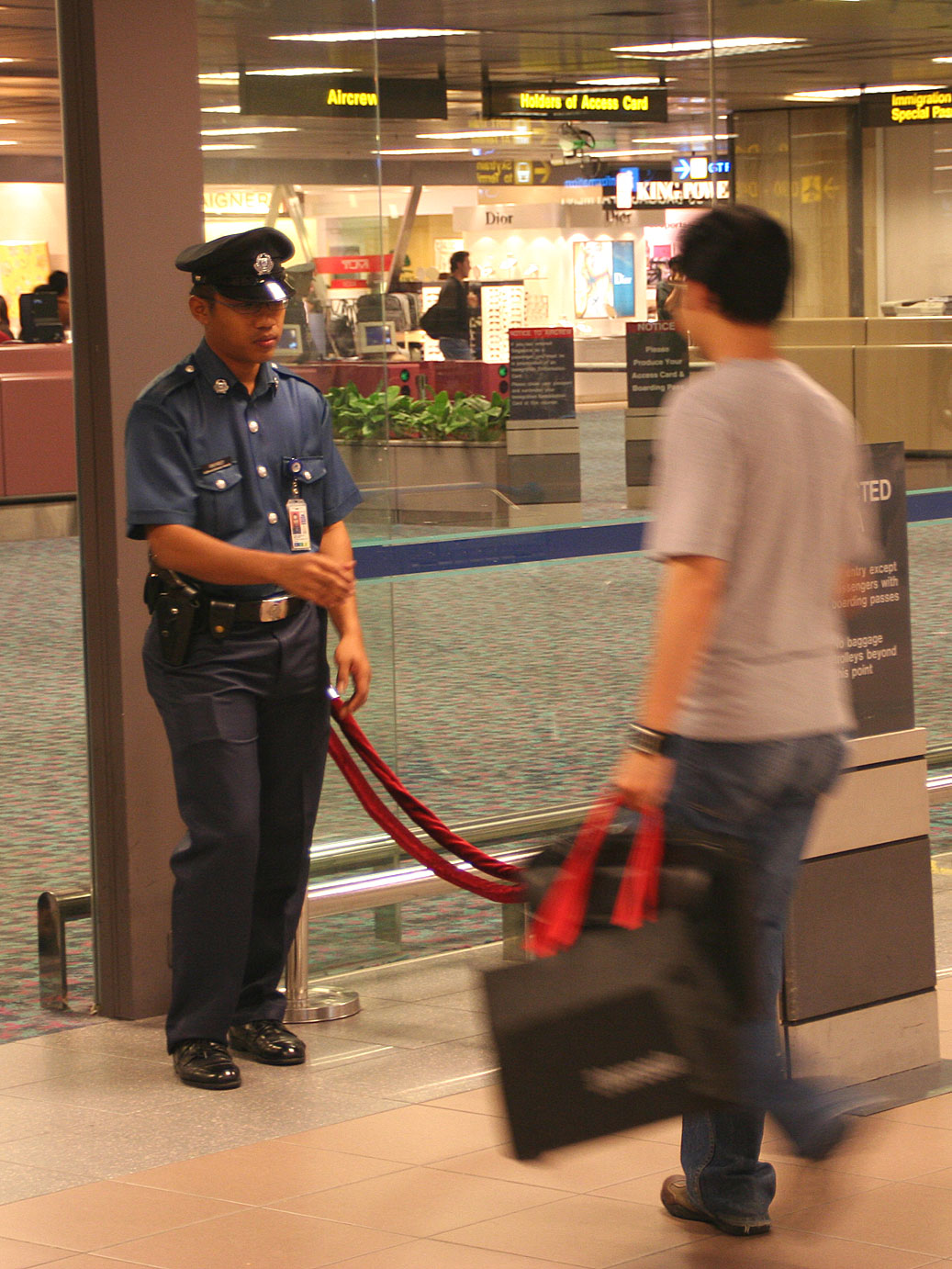
位於新加坡樟宜機場1號航廈離境大堂的翔鷹輔助警察。

新加坡警察部隊設有多隊由不同安保公司管理的輔助警察，負責協助正規警務人員執行任務。包括在新加坡樟宜機場檢查證件、在大型活動中人群管制、在銀行等机构担任门卫、負責押運等工作。
由於新加坡法律規定除了武裝部隊、執法機構及輔助警察外，無人可以擁有槍械，是故持有槍械的輔助警察成為了新加坡國境內唯一可以聘請予私人（但是不包括個別的單人僱用）用途的武裝警察，在新加坡的许多政府建筑、銀行及商场，都會見到輔助警察执勤站岗。
輔助警察（保安）的制服和装備通常與正規警務人員差异不大，以至于公众往往将其搞混，惟輔助警察只有扣留權力，沒有拘捕權力，故此等扣留疑犯後，仍然需要等待正規警察接手處理。

### 服役制度
新加坡男性一般都在成年時都需要服役約2年半，當中包括兵役、警察役或民防（消防）役，視乎新加坡國防部的分派。
若然未有服役，但是經過一般公眾渠道投考加入新加坡警察部隊成為职业警察，則必須與警察部隊簽約為期5年，當中包括為期了2年半的警察役及為期2年半的警察普通合約年期。
於5年內的合約期間，其薪酬及福利與經過一般公眾渠道投考加入的正規警察相同。若然已經服役，又再經過一般公眾渠道投考加入成為职业警察，則其合約期為2年半。

## 以新加坡警察部隊為題的作品

### 電視劇
- 《实里达大劫案》(1982年)
- 《执法先锋》(1992年)
- 《机密档案》(1995年
- 《飞龙五将》（英文：The Dragons Five）（1995年）
- 《刑警2人组》(2006年)
- 《破茧而出》(2007年)
- 《叮当神探》(2008年)
- 《最火搭檔》(2010年)
- 《警徽天職》（2011年）
- 《最火搭檔2》(2012年)

### 法制節目
- 《繩之以法》（1986年至今，由警隊與新傳媒電視聯合製作）

## 警察車輛

新加坡警察部隊專用車
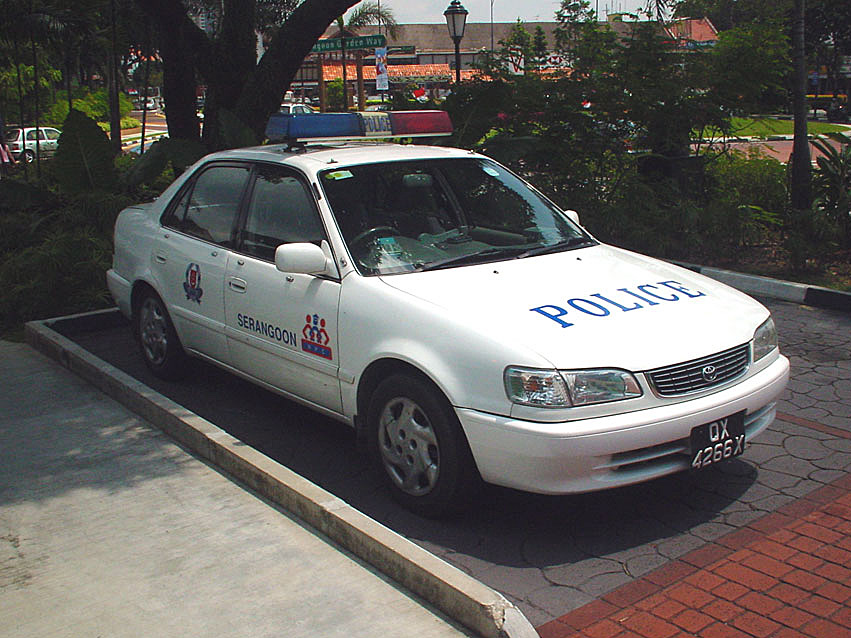
停在实龙岗花园外的警用車
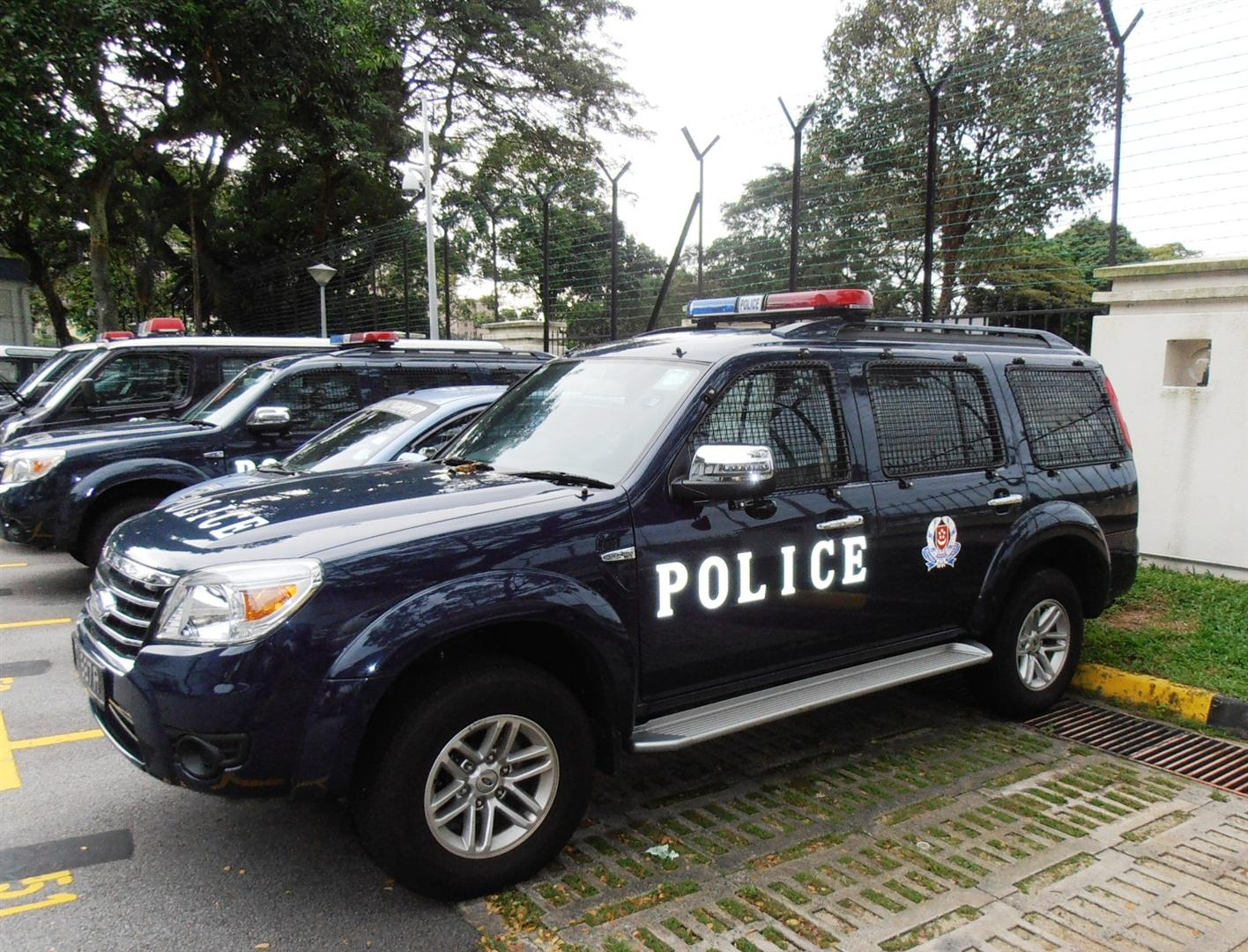
福特車款的警用車
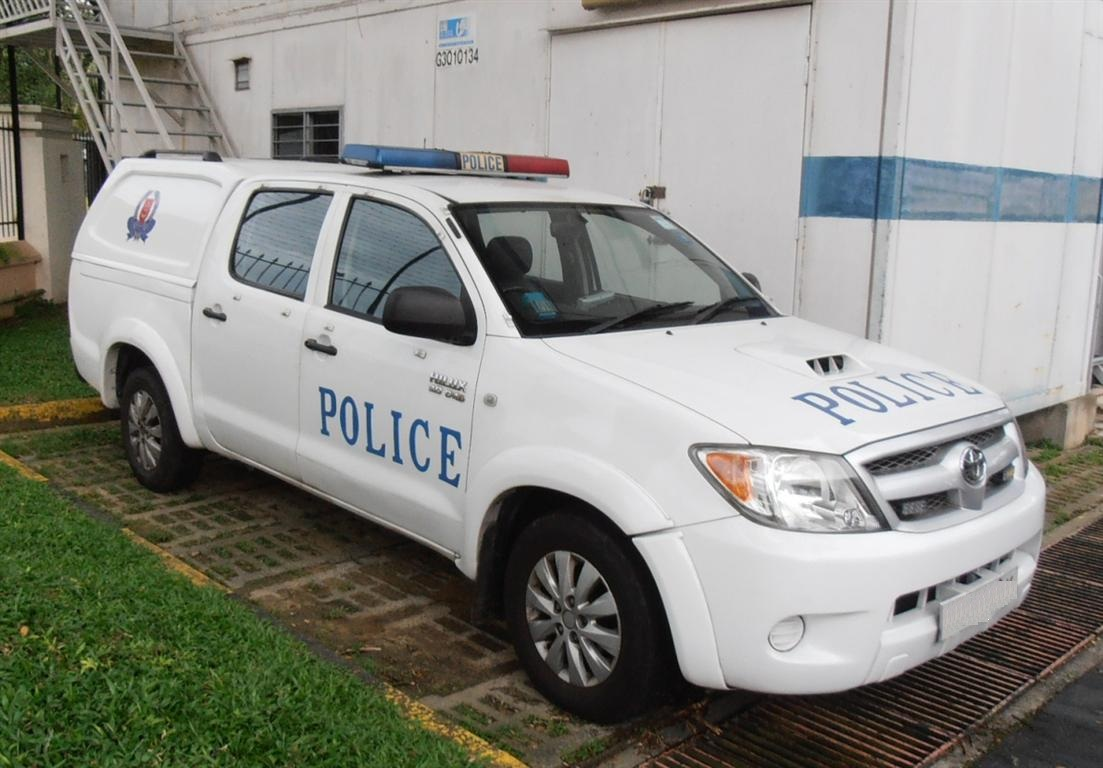
豐田車款的警用車
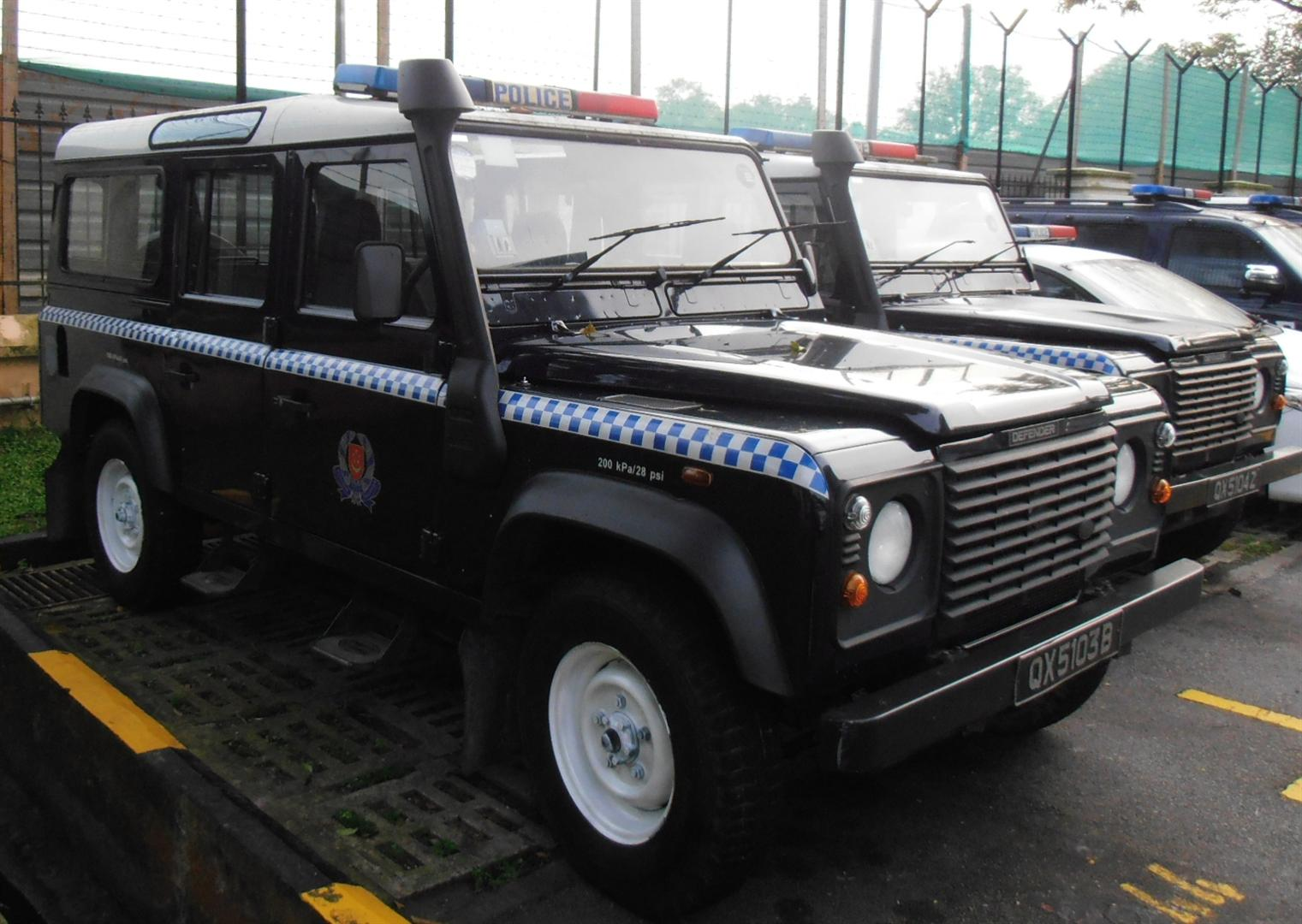
Land Rover Defender車款的警用車
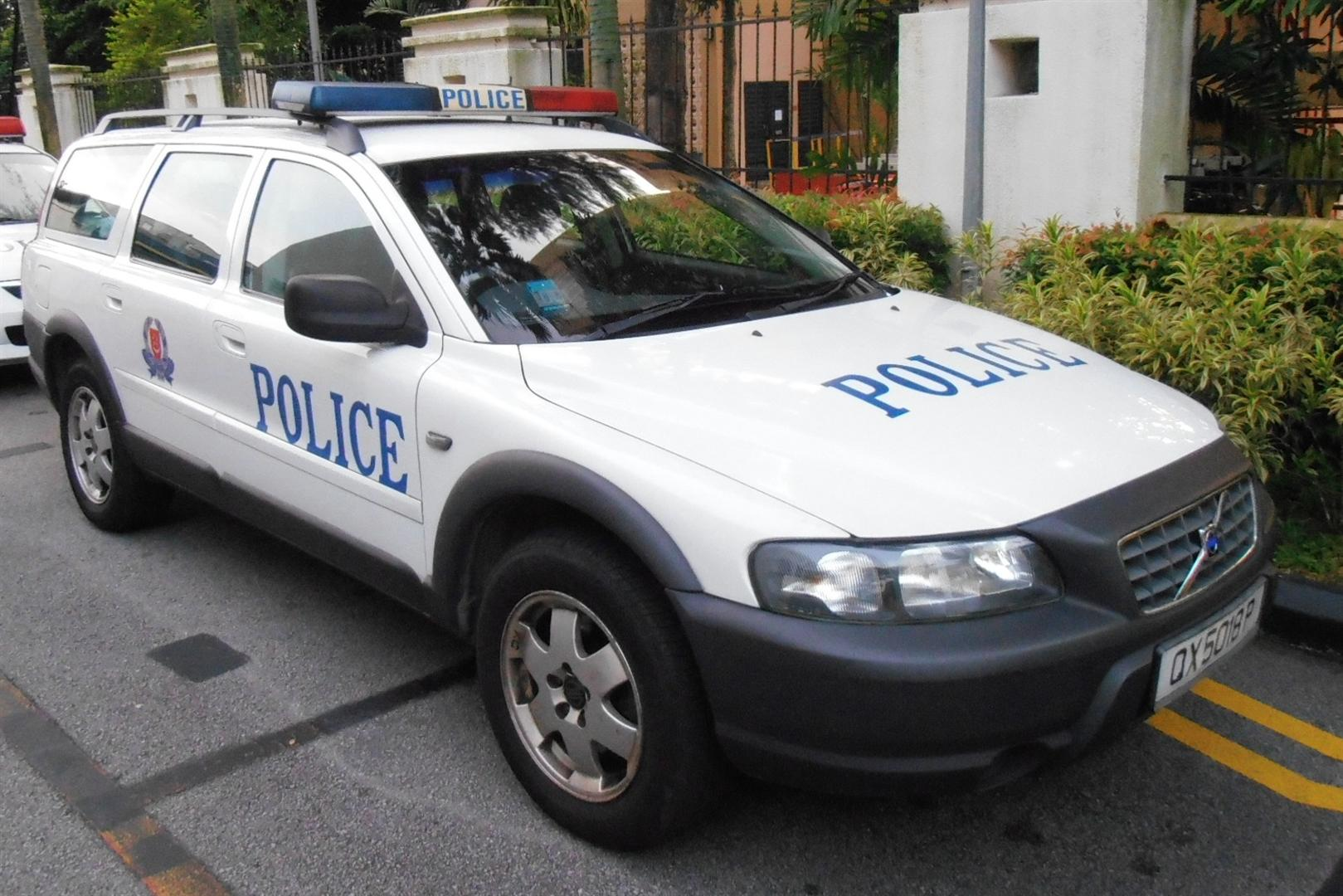
富豪汽車V70XC車款的警用車
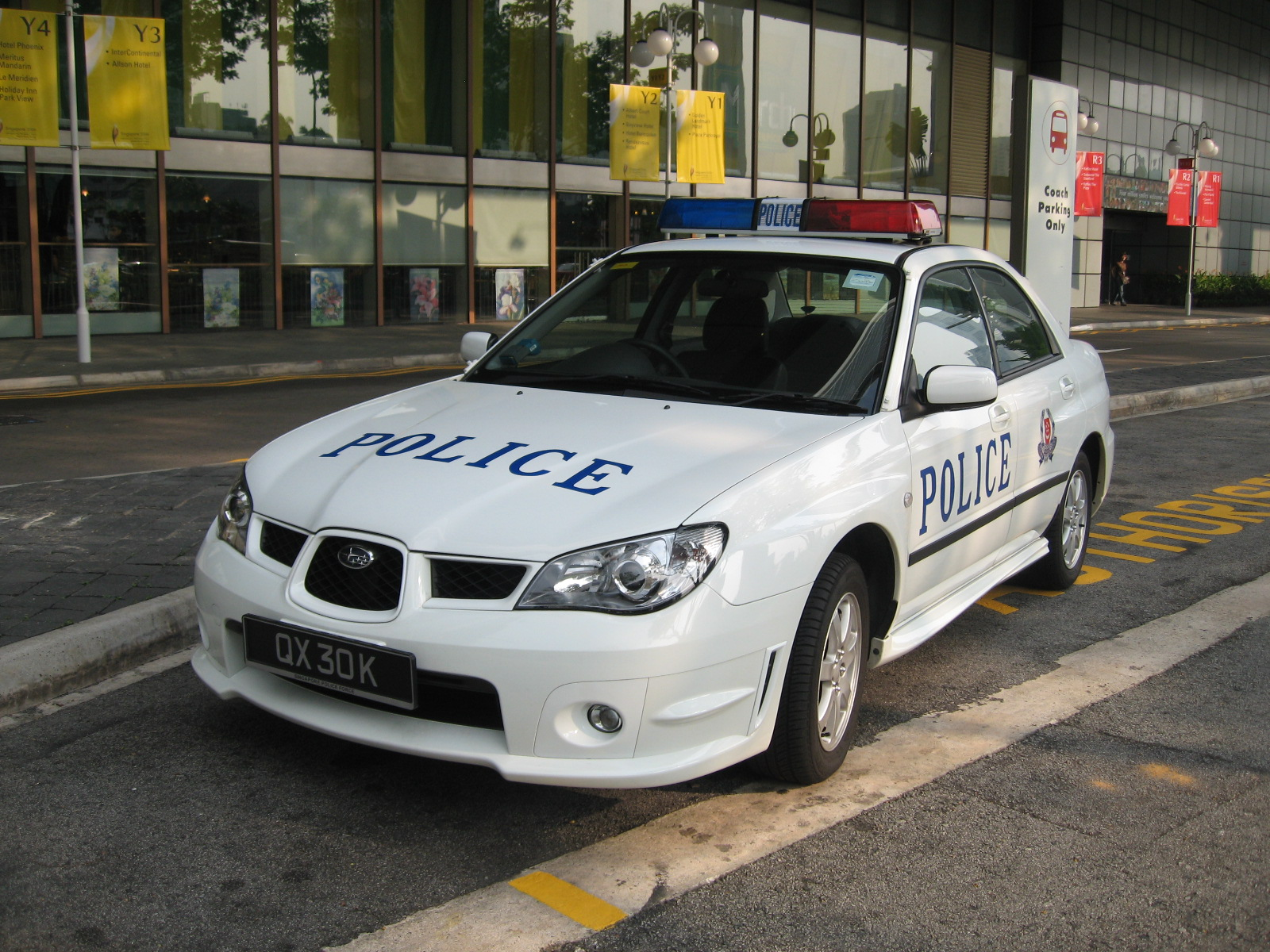
速霸陸車款的警用車